# Roxy (biograf, Gällivare)
Roxy hette de två legendariska biograferna i Malmberget och Gällivare och som drevs av Greta och Eric Hellström. Roxy i Malmberget revs i början av 1970-talet på grund av rasrisken och Roxy i Gällivare i början av 1980-talet för att ge plats åt bostadshus. I Malmberget låg biografen vid korsningen Kaptensvägen/Hertiggatan och i Gällivare vid Per Högströmsgatan. Antalet sittplatser var 207 i Malmberget och 346 i Gällivare.
I Svante Lindqvists teaterpjäs Mannen från Malmberget, med skådespelaren Göran Forsmark i huvudrollen, utspelas den fysiska handlingen på biografen Roxy i Malmberget. "På Roxy i Malmberget började alltid filmen i tid!"